# Championnat de Bolivie de football 1996
Navigation
Saison précédente Saison suivante
La saison 1996 du Championnat de Bolivie de football est la vingt-deuxième édition du championnat de première division en Bolivie. Le championnat est scindé en deux tournois saisonniers, l'Ouverture qualifie deux clubs pour l'Hexagonal (la poule finale pour le titre) tandis que le Clôture qualifie quatre clubs. Le club en tête à l'issue de l'Hexagonal est sacré champion.
C'est le club de Bolivar La Paz qui remporte le titre cette saison après avoir battu San José Oruro en barrage pour le titre, les deux clubs ayant terminé à égalité de points en tête de l'Hexagonal. C'est le dixième titre de champion de Bolivie de l'histoire du club.

## Qualifications continentales
Le club vainqueur du championnat se qualifie pour la prochaine édition de la Copa Libertadores accompagné par le vainqueur du barrage entre le gagnant du tournoi Ouverture et le deuxième de l'Hexagonal. De plus, deux clubs se qualifient pour la Copa CONMEBOL : le troisième de l'Hexagonal et le perdant du barrage pré-Libertadores.

## Les clubs participants
| - Jorge Wilstermann Cochabamba - San José Oruro - Oriente Petrolero - Bolivar La Paz - Club Stormers San Lorenzo - Destroyers Santa Cruz | - Real Santa Cruz - Deportivo Municipal La Paz - Promu de Primera B - Chaco Petrolero - Promu de Primera B - The Strongest La Paz - Club Independiente Petrolero - Club Deportivo Guabirá |

## Compétition
Le barème utilisé pour établir l'ensemble des classements est le suivant :
- Victoire : 3 points
- Match nul : 1 point
- Défaite : 0 point

### Tournoi Ouverture

#### Première phase
| Rang | Équipe                       | Pts | J  | G | N | P | Bp | Bc | Diff |
| ---- | ---------------------------- | --- | -- | - | - | - | -- | -- | ---- |
| 1    | The Strongest La Paz         | 25  | 14 | 7 | 4 | 3 | 31 | 15 | +16  |
| 2    | Real Santa Cruz              | 24  | 14 | 7 | 3 | 4 | 17 | 14 | +3   |
| 3    | Deportivo Municipal La PazP  | 20  | 14 | 6 | 2 | 6 | 20 | 20 | 0    |
| 4    | Jorge Wilstermann Cochabamba | 18  | 14 | 4 | 6 | 4 | 21 | 20 | +1   |
| 5    | Club Deportivo Guabirá       | 13  | 14 | 3 | 4 | 7 | 16 | 24 | -8   |
| 6    | Club Independiente Petrolero | 10  | 14 | 2 | 4 | 8 | 15 | 29 | -14  |

| Rang | Équipe                    | Pts | J  | G | N | P | Bp | Bc | Diff |
| ---- | ------------------------- | --- | -- | - | - | - | -- | -- | ---- |
| 1    | Oriente Petrolero         | 29  | 14 | 9 | 2 | 3 | 36 | 15 | +21  |
| 2    | Bolivar La Paz            | 25  | 14 | 7 | 4 | 3 | 31 | 19 | +12  |
| 3    | San José OruroT           | 23  | 14 | 6 | 5 | 3 | 24 | 18 | +6   |
| 4    | Chaco PetroleroP          | 20  | 14 | 6 | 2 | 6 | 22 | 29 | -7   |
| 5    | Club Stormers San Lorenzo | 14  | 14 | 3 | 5 | 6 | 21 | 30 | -9   |
| 6    | Destroyers Santa Cruz     | 9   | 14 | 2 | 3 | 9 | 10 | 31 | -21  |

#### Phase finale
Demi-finales :
| Équipe 1        | Résultat | Équipe 2             | Aller | Retour |
| --------------- | -------- | -------------------- | ----- | ------ |
| Real Santa Cruz | 4 - 1    | Oriente Petrolero    | 1 - 1 | 3 - 0  |
| Bolivar La Paz  | 1 - 4    | The Strongest La Paz | 0 - 3 | 1 - 1  |

Finale :
| Équipe 1             | Résultat | Équipe 2        | Aller | Retour | Appui         |
| -------------------- | -------- | --------------- | ----- | ------ | ------------- |
| The Strongest La Paz | 3 - 5    | Real Santa Cruz | 4 - 0 | 0 - 2  | 1 - 1 2-4 tab |

- Les deux clubs se qualifient pour l'Hexagonal. En tant que vainqueur du tournoi saisonnier, Real Santa Cruz se qualifie pour le barrage pré-Libertadores.

### Tournoi de clôture
| Rang | Équipe                       | Pts | J  | G | N | P | Bp | Bc | Diff |
| ---- | ---------------------------- | --- | -- | - | - | - | -- | -- | ---- |
| 1    | San José Oruro               | 19  | 12 | 5 | 4 | 3 | 24 | 12 | +12  |
| 2    | Club Independiente Petrolero | 18  | 12 | 4 | 6 | 2 | 17 | 16 | +1   |
| 3    | Destroyers Santa Cruz        | 17  | 12 | 4 | 5 | 3 | 22 | 17 | +5   |
| 4    | The Strongest La Paz         | 17  | 12 | 5 | 2 | 5 | 18 | 22 | -4   |
| 5    | Chaco PetroleroP             | 10  | 12 | 2 | 4 | 6 | 14 | 24 | -10  |
| 6    | Club Deportivo Guabirá       | 9   | 12 | 2 | 3 | 7 | 14 | 25 | -11  |

| Rang | Équipe                       | Pts | J  | G | N | P | Bp | Bc | Diff |
| ---- | ---------------------------- | --- | -- | - | - | - | -- | -- | ---- |
| 1    | Bolivar La Paz               | 30  | 12 | 9 | 3 | 0 | 31 | 6  | +25  |
| 2    | Oriente Petrolero            | 18  | 12 | 5 | 3 | 4 | 19 | 18 | +1   |
| 3    | Jorge Wilstermann Cochabamba | 16  | 12 | 4 | 4 | 4 | 22 | 23 | -1   |
| 4    | Deportivo Municipal La Paz   | 14  | 12 | 3 | 5 | 4 | 23 | 28 | -5   |
| 5    | Real Santa Cruz              | 13  | 12 | 3 | 4 | 5 | 21 | 26 | -5   |
| 6    | Club Stormers San Lorenzo    | 12  | 12 | 3 | 3 | 6 | 16 | 24 | -8   |

- Les deux premiers de chaque poule se qualifient pour l'Hexagonal.

### Hexagonal
| Rang | Équipe                       | Pts | J  | G | N | P | Bp | Bc | Diff |
| ---- | ---------------------------- | --- | -- | - | - | - | -- | -- | ---- |
| 1    | Bolivar La Paz               | 17  | 10 | 4 | 5 | 1 | 15 | 7  | +8   |
| 2    | Oriente Petrolero            | 17  | 10 | 5 | 2 | 3 | 11 | 12 | -1   |
| 3    | The Strongest La Paz         | 15  | 10 | 4 | 3 | 3 | 18 | 10 | +8   |
| 4    | Club Independiente Petrolero | 14  | 10 | 4 | 2 | 4 | 10 | 14 | -4   |
| 5    | San José Oruro               | 12  | 10 | 3 | 3 | 4 | 13 | 11 | +2   |
| 6    | Real Santa Cruz              | 7   | 10 | 2 | 1 | 7 | 9  | 22 | -13  |

#### Barrage pour le titre
| Équipe 1       | Résultat | Équipe 2          |
| -------------- | -------- | ----------------- |
| Bolivar La Paz | 3 - 1    | Oriente Petrolero |

### Relégation
Un classement sur l'ensemble des phases régulières des tournois 1995 et 1996 est réalisé. Les deux derniers s'affrontent en barrage de relégation qui voit le perdant être relégué et le vainqueur disputer un barrage de promotion-relégation face au deuxième du Torneo Simon Bolivar, la deuxième division bolivienne.
| Rang | Équipe                       | Pts | J  | G | N | P | Bp | Bc | Diff |
| ---- | ---------------------------- | --- | -- | - | - | - | -- | -- | ---- |
| 1    | Bolivar La Paz               | 98  | 54 |   |   |   |    |    |      |
| 2    | Oriente Petrolero            | 96  | 54 |   |   |   |    |    |      |
| 3    | San José Oruro               | 95  | 54 |   |   |   |    |    |      |
| 4    | The Strongest La Paz         | 86  | 54 |   |   |   |    |    |      |
| 5    | Club Deportivo Guabirá       | 75  | 54 |   |   |   |    |    |      |
| 6    | Real Santa Cruz              | 71  | 54 |   |   |   |    |    |      |
| 7    | Deportivo Municipal La PazP  | 34  | 26 |   |   |   |    |    |      |
| 8    | Jorge Wilstermann Cochabamba | 67  | 54 |   |   |   |    |    |      |
| 9    | Club Independiente Petrolero | 63  | 54 |   |   |   |    |    |      |
| 10   | Chaco PetroleroP             | 30  | 26 |   |   |   |    |    |      |
| 11   | Destroyers Santa Cruz        | 59  | 54 |   |   |   |    |    |      |
| 12   | Club Stormers San Lorenzo    | 59  | 54 |   |   |   |    |    |      |

#### Barrage de relégation
| Équipe 1              | Résultat | Équipe 2                  |
| --------------------- | -------- | ------------------------- |
| Destroyers Santa Cruz | 3 - 2    | Club Stormers San Lorenzo |

#### Barrage de promotion-relégation
| Équipe 1                   | Résultat | Équipe 2                    |
| -------------------------- | -------- | --------------------------- |
| Destroyers Santa Cruz (D1) | -        | (D2) Universidad Santa Cruz |

### Barrage pré-Libertadores
Le vainqueur du tournoi Ouverture affronte le deuxième de l'Hexagonal pour déterminer le deuxième club qualifié pour la Copa Libertadores. Le perdant se qualifie pour la Copa CONMEBOL.
| Équipe 1          | Résultat | Équipe 2        |
| ----------------- | -------- | --------------- |
| Oriente Petrolero | 2 - 1    | Real Santa Cruz |

## Bilan de la saison
| Championnat de Bolivie de football 1996 |                            |
| Champion                                | Bolivar La Paz (10e titre) |
| Qualifications continentales            |                            |
| Copa Libertadores 1997                  | Bolivar La Paz             |
| Copa Libertadores 1997                  | Oriente Petrolero          |
| Copa CONMEBOL 1997                      | The Strongest La Paz       |
| Copa CONMEBOL 1997                      | Real Santa Cruz            |
| Promotions et relégations               |                            |
| Promus en Primera A                     | Club Blooming              |
| Relégués en Torneo Simon Bolívar        | Club Stormers San Lorenzo  |